# UMshwathi
uMshwathi – gmina w Republice Południowej Afryki, w prowincji KwaZulu-Natal, w dystrykcie uMgungundlovu. Siedzibą administracyjną gminy jest Wartburg.